# Macron Stadium
Macron Stadium (dříve znám pod názvem Reebok Stadium) je fotbalový stadion, který se nachází v malém městečku Horwich, které je poblíž Boltonu. Práce na stadionu byla započata v roce 1996, dokončena byla o rok později. Od roku 1997 je stadion domovem ligového klubu Bolton Wanderers FC, který se sem přestěhoval ze starého Burnden Parku. Současná maximální kapacita je 28 723 sedících diváků.
Od jeho otevření v roce 1997 až do roku 2014 nesl stadion sponzorský název "Reebok Stadium", po dlouholetém klubovém sponzoru Reebok. V roce 2014 totiž klubový představitelé Boltonu Wanderers podepsali čtyřletý kontrakt s italskou firmou Macron, s čímž pak souvisela i změna názvu stadionu z "Reebok" na "Macron Stadium".
Součástí výstavby stadionu je také budova hotelu, některé pokoje tak mají přímý výhled na hřiště. Hotel byl od svého vzniku provozován společností De Vere Group, která jej vlastnila do srpna 2013. V té době totiž klub převzal vlastnictví celého objektu a přejmenoval jej na "Bolton Whites Hotel". Na stadionu je také dočasně umístěna organizace Bolton Wanderers Free School.